# Lepidochrysops delicata
Lepidochrysops delicata är en fjärilsart som beskrevs av George Thomas Bethune-Baker 1922. Lepidochrysops delicata ingår i släktet Lepidochrysops och familjen juvelvingar. IUCN kategoriserar arten globalt som otillräckligt studerad. Inga underarter finns listade i Catalogue of Life.